# Eleutherodactylus monensis
Espèce
Synonymes
- Hylodes monensis Meerwarth, 1901

Statut de conservation UICN

 VU D2 : Vulnérable
Eleutherodactylus monensis est une espèce d'amphibiens de la famille des Eleutherodactylidae.

## Répartition
Cette espèce est endémique de l'île de Mona près de Porto Rico. Elle se rencontre du niveau de la mer jusqu'à 10 m d'altitude.

## Étymologie
Son nom d'espèce, composé de mon[a] et du suffixe latin -ensis, « qui vit dans, qui habite », lui a été donné en référence au lieu de sa découverte.

## Publication originale
- Meerwarth, 1901 : Die westindischen Reptilien und Batrachier des naturhistorischen Museums in Hamburg. Mitteilungen der Naturhistorische Museum in Hamburg, vol. 18, p. 1-41 (texte intégral).